# Институт мирового хозяйства и мировой политики АН СССР
Институ́т мирово́го хозя́йства и мирово́й поли́тики (ИМХиМП) — научное учреждение СССР, существовавшее в 1924—1947 годах и занимавшееся исследованием текущей конъюнктуры, историей и теорией экономических циклов и кризисов.

## История
Образован в 1925 году при Коммунистической академии.
В 1931 году ЦК ВКП(б) принял решение, в соответствии с которым ИМХиМП должен был стать центром исследований и разработок в области мировых экономических и политических проблем. В 1929 году штат института составлял 31 человек, в 1933 года — уже 192 человека, включая технический персонал. С конца 20-х годов деятельность ИМХиМП осуществлялась по открытому и закрытому каналам. Открытые разработки были представлены в выпускаемых его сотрудниками монографиях, брошюрах и статистических обзорах, а также в статьях «Ежегодника мирового хозяйства и мировой политики» и ежемесячного журнала «Мировое хозяйство и мировая политика», издававшегося с 1936 года (в 1925—1935 журнал издавался  Отделением экономики и права АН СССР). Материалы закрытого характера рассылались в ЦК ВКП(б), Совнарком, Исполком и Секретариат Коминтерна, Народный комиссариат иностранных дел СССР, Народный комиссариат внешней торговли СССР и др. Постоянными заказчиками исследований института были высшие советские руководители И. В. Сталин, В. М. Молотов, М. М. Литвинов (до 1939 года), А. И. Микоян.
С началом войны эвакуирован в Ташкент, при этом оперативная группа во главе с Е.С.Варгой располагалась в Куйбышеве. После разгрома немцев под Москвой группа в начале 1942 года вернулась в столицу, куда год спустя вернулся и основной состав института.
Институт был ликвидирован в 1947 году безо всяких объяснений по решению Политбюро ЦК ВКП(б). 4 октября 1947 года Институт мирового хозяйства и мировой политики и Институт экономики были объединены в единый Институт экономики в системе Академии наук под научно-организационным руководством Госплана СССР. Председатель Госплана Н. А. Вознесенский называется инициатором этой реорганизации.
Вновь созданный в 1956 году Институт мировой экономики и международных отношений был образован на базе соответствующих секторов Института экономики.

## Директора
Институт возглавляли:
- акад. Ротштейн, Фёдор Аронович (1924—1925)
- акад. Осинский, Валериан Валерианович (1926—1927)
- акад. Варга, Евгений Самуилович (1927—1947)

 Директор Института академик Е. С. Варга, встав на глубоко чуждый советским учёным путь «культуртрегерства» и забыв о партийности науки, считал, что Институт должен выпускать возможно больше чисто информационных работ о капиталистических странах. От сотрудников требовался главным образом подбор фактов из экономики капиталистических стран, марксистским же анализом этих фактов пренебрегали. — 